# Ribautodelphax libanonensis
Ribautodelphax libanonensis är en insektsart som beskrevs av Den Bieman 1987. Ribautodelphax libanonensis ingår i släktet Ribautodelphax och familjen sporrstritar. Inga underarter finns listade i Catalogue of Life.